# Angry Grandpa
Charles Marvin Green, Jr., mer känd som Angry Grandpa eller AGP, född 16 oktober 1950 i Chatham County i Georgia, död 10 december 2017 i Summerville i South Carolina,  var en amerikansk internetpersonlighet. Hans videor har presenterats på HLN:s Dr Drew, truTV:s Most Shocking, Channel 4:s Rude Tube och MTV:s Pranked. Hans Youtube-kanal "TheAngryGrandpaShow", har över 4 miljoner prenumeranter och totalt 650 miljoner visningar. Hans andra kanal Grandpa's Corner är hans personliga kanal där han delar berättelser om sitt privatliv tillsammans med ett speciellt veckosegment som kallas "Mailbag-måndag", där han öppnar paket och läser brev som har skickats in av tittarna. Han har också en fanbase som kallas "Grandpas Army," där han hänvisar till fansen som "youngins". Filmerna, som oftast är filmade av hans son Michael Green (Pickleboy), visar Charles Green som har bipolär sjukdom, reagera, vanligen ilsket, på flera saker, såsom spratt, eller så kallat pranks.
Den video som har fått mest visningar på hans kanal är när han förstör Michaels Playstation 4 och vardagsrumsbordet när han märker att han inte bakat några julkakor till honom. Videon släpptes i december 2014 och har fått över 46 miljoner visningar. Det finns en liknande video där han förstör Michaels Nintendo Switch eftersom han blir arg på spelet. Andra videor visar hans reaktion på Casey Anthonys rättegång (juli 2011), hans reaktion på sina försvunna pecan (godis) som presenteras på Ray William Johnsons kanal och Break.com, där han gör en betydande skada på sitt kök när han inte kan hitta sitt godis (juni 2011), och en video där han visar sitt hat mot Justin Bieber (februari 2011). Alla dessa har fått över 2 miljoner visningar.
Han avled 10 december 2017 i sviterna av hudcancer och långtgående skrumplever.